# Llano Grande, Florencio Villarreal
Llano Grande är en ort i Mexiko.   Den ligger i kommunen Florencio Villarreal och delstaten Guerrero, i den södra delen av landet, 300 km söder om huvudstaden Mexico City. Llano Grande ligger 27 meter över havet och antalet invånare är 686.
Terrängen runt Llano Grande är platt. Runt Llano Grande är det ganska glesbefolkat, med 47 invånare per kvadratkilometer. Närmaste större samhälle är Cruz Grande, 5,7 km öster om Llano Grande. Omgivningarna runt Llano Grande är en mosaik av jordbruksmark och naturlig växtlighet.